# Peep (album)
Peep je debutové album finské rockové skupiny The Rasmus (dříve Rasmus). Vydali ho v roce 1996 ve Finsku, Estonsku a Rusku. Později i v dalších zemích, například v Německu.

## Seznam skladeb
1. Ghostbusters
2. Postman
3. Fool
4. Shame
5. P.S
6. Julen är här igen
7. Peep
8. Frog
9. Funky Jam
10. Outflow
11. Myself
12. Life 705
13. Small